# Cotxa frontblava
La cotxa frontblava (Phoenicurus frontalis) és una espècie d'ocell de la família dels muscicàpids (Muscicapidae) que habita en zones rocalloses i de vegetació baixa de l'Himàlaia, al centre de la Xina, sud del Tibet, nord del Pakistan i de l'Índia i Nepal. El seu estat de conservació es considera de risc mínim.

En diverses llengües rep el nom de "cotxa de front blau" (Anglès: Blue-fronted Redstart. Francès: Rougequeue à front bleu).